# منزل يهودا
منزل يهودا (بالفارسية: خانه یهودا) هو منزل تاريخي يعود إلى عصر القاجاريون، ويقع في بوشهر.